# Les Minquiers

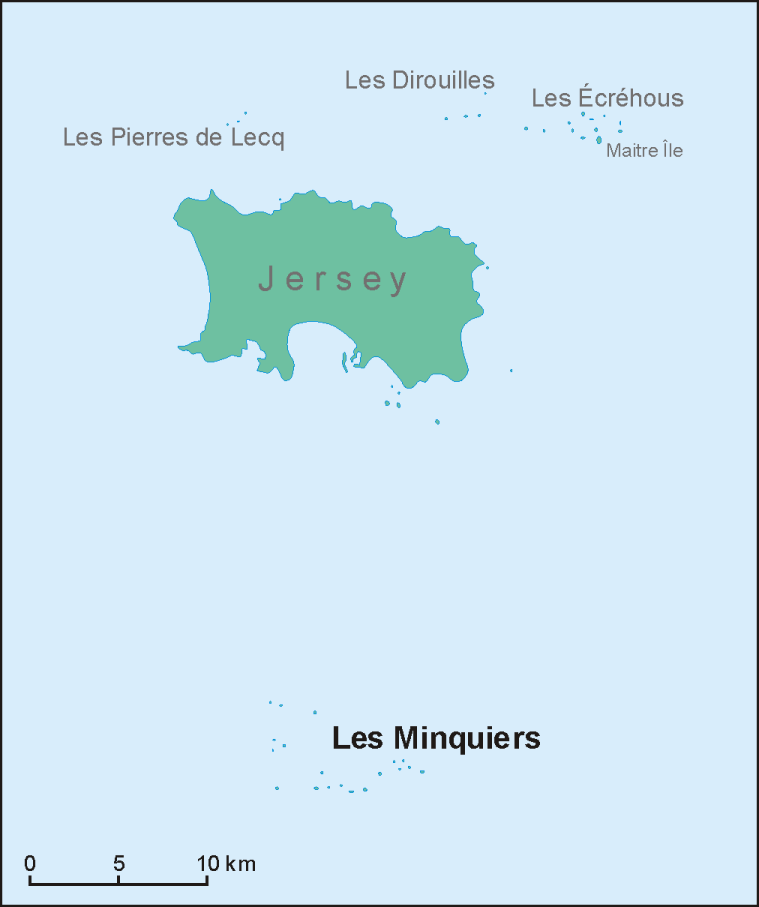
Ubicación de Les Minquiers.

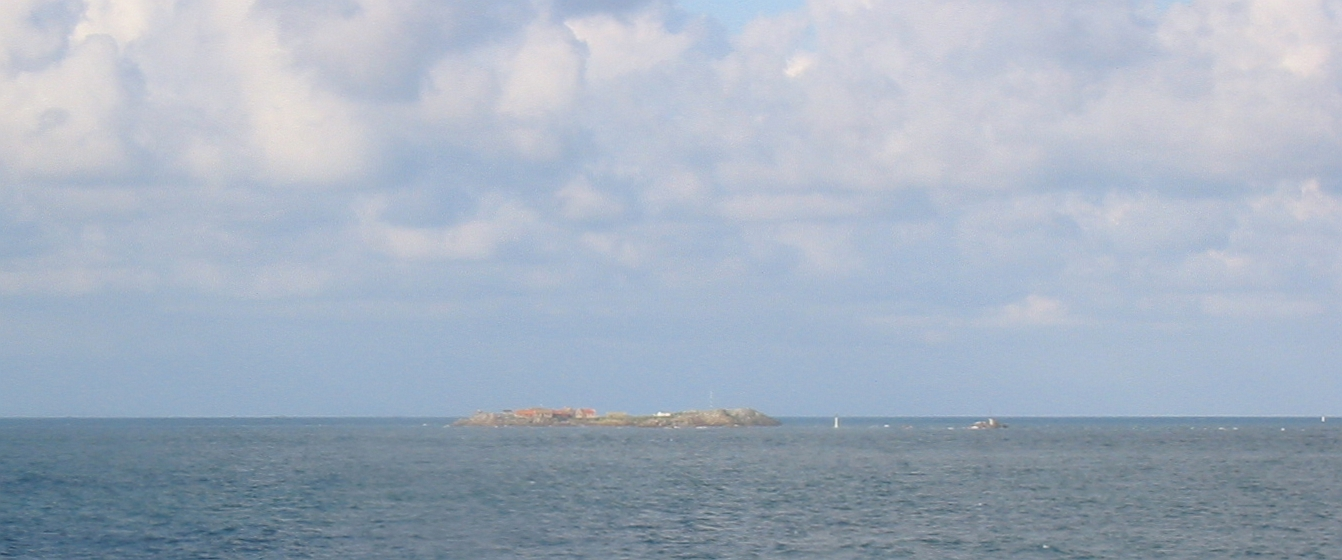
La Maîtr' Île.

Les Minquiers (en Jèrriais: Les Mîntchièrs) son un grupo de islas y rocas ubicadas a 9 millas al sur de la isla de Jersey y forman parte del Bailiazgo de Jersey. Administrativamente forman parte de la parroquia de Grouville. Se encuentran deshabitadas, aunque pescadores, navegantes de yates, canoístas y recolectores de vraic acuden a ellas. 
Las islas más importantes son Maîtresse Île (La Maîtr' Île) y Les Maisions. Otras islas de importancia son Le Niêsant, Les Fauchuers y La Haute Grune.

## Historia
Hace miles de años, alrededor de la época del último período glacial, cuando el nivel del mar era más bajo, las Islas del Canal eran tierras altas en la llanura que conectaba el continente europeo y el sur de Inglaterra.
En el año 933 d. C., el Ducado de Normandía anexó los islotes, junto con las otras islas del Canal y la península Cotentin. Después de que Guillermo, duque de Normandía, conquistara Inglaterra en 1066, las islas permanecieron unidas al ducado hasta que Felipe Augusto conquistó el territorio continental de Normandía en 1204. En 1259 Enrique III hizo un homenaje al rey francés por las Islas del Canal. Eduardo III, en el Tratado de Brétigny de 1360, renunció a sus reclamos a la corona de Francia y a Normandía, pero reservó varios otros territorios a Inglaterra, incluyendo las Islas del Canal.
La Enciclopedia Británica de 1911 dice que la Maîtresse Île "ofrece un lugar de desembarco y un refugio para los pescadores".

### Fin de la Segunda Guerra Mundial
Una pequeña compañía de soldados de la Wehrmacht en Minquiers fue de las últimas en rendirse en la Segunda Guerra Mundial. Un barco pesquero francés, capitaneado por Lucian Marie, se acercó a la isla de Minquiers y ancló cerca. Un soldado alemán completamente armado se acercó y pidió ayuda diciendo "Hemos sido olvidados por los británicos, tal vez nadie en Jersey les dijo que estábamos aquí, quiero que nos lleven a Inglaterra, queremos rendirnos". Esto fue el 23 de mayo de 1945, tres semanas después de que la guerra en Europa terminara.

### Disputa
Las islas estuvieron en disputa por Francia y el Reino Unido, y en 1950 Ambos estados decidieron acudir a la Corte Internacional de Justicia para decidir a qué país pertenecería las islas. La CIJ decidió el 17 de noviembre de 1953 que las islas formaban parte de Jersey (en representación del Reino Unido).

### Muerte de un ex primer ministro francés
En un notable incidente ocurrido en julio de 1970, el ex primer ministro francés Félix Gaillard, que ocupó ese cargo de 1957 a 1958, desapareció durante un viaje en yate; su cuerpo fue hallado en el mar frente a Les Miniquiers unos días después de su desaparición.